# Constantino Láscaris
Constantino Láscaris (en griego Κωνσταντίνος Λάσκαρης) fue Emperador bizantino durante unos meses en 1204. Normalmente no se le asigna un numeral; si lo tuviera sería Constantino XI, y Constantino XI Paleólogo, el último Emperador, sería Constantino XII. No es seguro si quedó sin coronar o si fue coronado en Santa Sofía en el momento de la toma de Constantinopla por los cruzados.
La fuente primaria de la elevación de Constantino Láscaris es Nicetas Coniata, un testigo ocular de la caída de Constantinopla ante los cruzados. Sin embargo, dada la aparente subordinación de Constantino a su hermano Teodoro, historiadores como Steven Runciman y Donald Queller han argumentado que es factible que fuera Teodoro y no Constantino el coronado en Santa Sofía, y el sucesor de Alejo V.
En cualquier caso, ni siquiera la Guardia varega pudo prolongar la lucha, así que viendo todo perdido, ambos hermanos abandonaron rápidamente la capital en las primeras horas del 13 de abril de 1204, y junto a una multitud de refugiados, navegaron al lado asiático del Bósforo.

## Carrera en Nicea
La resistencia griega a los conquistadores latinos comenzó casi inmediatamente bajo el liderazgo de Teodoro Láscaris, y pronto se le unió Constantino. Al principio estuvieron muy presionados, y a primeros de 1205 habían perdido la importante ciudad de Adramitio ante el nuevo emperador latino, Enrique de Flandes. Teodoro estaba dispuesto a revertir este revés, y envió a Constantino a la cabeza de un cuerpo de ejército a la ciudad.
Los dos ejércitos se enfrentaron en la Batalla de Adramitio el sábado 19 de marzo de 1205 fuera de las murallas de la ciudad, con el resultado de una derrota total de Constantino y de los griegos, que perecieron en su mayoría o fueron capturados.

## Familia
Constantino Láscaris nació de una familia noble pero no especialmente distinguida, de Constantinopla. Era hijo de Miguel Láscaris (nacido hacia 1140) y de su esposa, Juana Karatzaina (nacida hacia 1148). Tenía tres hermanos mayores: Manuel Láscaris (fallecido después de 1256), Miguel Láscaris (fallecido en 1261/1271) y Jorge Láscaris; y tres hermanos más jóvenes: Teodoro I Láscaris, Alejo Láscaris, líder militar latino contra los búlgaros que lucharon con los franceses contra Juan III Ducas Vatatzés y fue hecho prisionero y cegado, e Isaac Láscaris.
Según Los latinos en Levante. Una historia de la Grecia franca (1204-1566) (1908) de William Miller, los 7 hermanos pudieron tener también una hermana. Miller identifica esta hermana con la esposa de Marco I Sanudo y madre de Ángelo Sanudo. Basa esta teoría en su propia interpretación de las crónicas italianas. El Dictionnaire historique et Généalogique des grandes familles de Grèce, d'Albanie et de Constantinople (1983) de Mihail-Dimitri Sturdza rechaza la teoría basándose en el silencio de las fuentes primarias bizantinas.